# Zapotlán de Juárez
Zapotlán de Juárez és un municipi de l'estat d'Hidalgo. Zapotlán de Juárez és el cap de municipi i principal centre de població d'aquesta municipalitat. Aquest municipi és a la part occidental de l'estat d'Hidalgo. Limita al nord amb el municipi de Pachuca de Soto, al sud amb Tolcayuca, l'oest amb estat de Mèxic i a l'est amb Zempoala.